# Sussex (Virginia)
Sussex es un lugar designado por el censo situado en el condado de Sussex, Virginia  (Estados Unidos). Según el censo de 2010 tenía una población de 256 habitantes.

## Demografía
Según el censo de 2010, Sussex tenía una población en la que el 45,7% eran blancos; el 52,0% afroamericanos; el 2,0% eran indios americanos y nativos de Alaska; el 0,0% eran asiáticos; el 0,0% hawaianos y otros isleños del Pacífico; el 0,4% de otra raza, y el 0,0% a partir de dos o más razas. El 3,1% del total de la población eran hispanos o latinos de cualquier raza.